# Enter spring
Enter spring is een compositie van Frank Bridge. In 1924 had Bridge op het Norfolk and Norwich Triennial Festival veel succes met zijn suite De zee. De tienjarige Benjamin Britten zat destijds in het publiek. De festivalleiding was zo verheugd dat Bridge opdracht kreeg muziek te schrijven voor het festival van 1927. De eerste uitvoering op 27 oktober 1927 dirigeerde Bridge zelf; hij gaf leiding aan het Queen’s Hall Orchestra in Norwich. Een van de toehoorders was wederom Britten; een dag later besloot Bridge op diens verzoek de beginnende Britten te begeleiden in een aantal composities. Een van Brittens bekendste werken refereert ook aan de lente: Spring symphony.
Bridge haalde zijn inspiratie uit zijn verblijf in de Sussex Downs (zuidelijke duinen) en wilde het werk daar ook naar noemen onder de titel On Friston Down. Bridge had in Friston Field een huis. Het gehele werk kreeg wel de titel rapsodie mee qua compositie, maar kan ook gezien worden als een pastorale. De criticus van The Times vond het echter "te wild" voor een pastorale. Hoewel het in de muziekwereld onbekend is gebleven lijkt de sfeer aan te sluiten bij de Proms; het kreeg in 1930, 1978, 1991 en 2011 uitvoeringen in die serie.
De tempi luiden: Allegro moderato - tempo giusto - andante tranquillo -tempo I - energico - andante molto tranquillo.
Orkestratie:
- 3 dwarsfluiten waarvan 1 ook piccolo, 2 hobo's, 1 althobo, 2 klarinetten, 1 basklarinet, 2 fagotten, 1 contrafagot
- 4 hoorns, 3 trompetten, 3 trombones, 1 tuba
- pauken, 3 man/vrouw percussie voor triangel, kleine trom, grote trom, bekkens, tamboerijn, buisklokken, glockenspiel en gong, 2 harpen, celesta
- violen, altviolen, celli, contrabassen

## Discografie
De relatieve populariteit van dit werk van Bridge is ook terug te vinden in de discografie:
- Uitgave Chandos: BBC National Orchestra of Wales o.l.v. Richard Hickox (opname 2000)
- Uitgave Hallé: Hallé Orchestra o.l.v. Mark Elder
- Uitgave Australië : Academy of St. Martin-in-the-Fields, Sir Neville Marriner
- Uitgave Naxos: New Zealand Symphony Orchestra o.l.v. James Judd